# Jarl Östman
Jarl Östman, född 19 juni 1876 i Gävle, död 16 juli 1925 i Stockholm, var en svensk manusförfattare och filmproducent.
Östman är begravd på Norra begravningsplatsen utanför Stockholm.

## Filmografi
- 1908 – I klädloge och på scen (producent)
- 1920 – Baron Olson (roll)
- 1921 – Elisabet (manus)